# Erik Rhodes (diễn viên khiêu dâm)
Eric Rhodes (8 tháng 2 năm 1982 – 14 tháng 6 năm 2012) là một diễn viên khiêu dâm đồng tính luyến ái, chuyên đóng phim cho Falcon Studios. Eric Rhodes là một trong hai nam diễn viên duy nhất diễn vai bạn tình chủ động (tiếng Anh: top) khi đóng phim Heaven to Hell cùng Matthew Rush, diễn viên khiêu dâm nổi tiếng trong các vai bạn tình chủ động.

## Các phim đã tham gia
- Rush and Release (2007)
- The Farmers Son (2007)
- From Top to Bottom (2006)
- The Velvet Mafia (2006)
- Cross Country (2005)
- Flesh (2004)